# Aubeville
Aubeville foi uma comuna francesa na região administrativa da Nova Aquitânia, no departamento de Charente. Estendia-se por uma área de 8,22 km². Em 2010 a comuna tinha 150 habitantes (densidade: 18,2 hab./km²).
Em 1 de janeiro de 2016, passou a formar parte da nova comuna de Val des Vignes.